# Aglaia (växter)
Aglaia är ett släkte av tvåhjärtbladiga växter. Aglaia ingår i familjen Meliaceae.

## Dottertaxa tillAglaia, i alfabetisk ordning[1]
- Aglaia agglomerata
- Aglaia aherniana
- Aglaia amplexicaulis
- Aglaia andamanica
- Aglaia angustifolia
- Aglaia apiocarpa
- Aglaia archboldiana
- Aglaia argentea
- Aglaia australiensis
- Aglaia barbanthera
- Aglaia basiphylla
- Aglaia beccarii
- Aglaia brassii
- Aglaia brownii
- Aglaia bullata
- Aglaia ceramica
- Aglaia chittagonga
- Aglaia cooperae
- Aglaia coriacea
- Aglaia costata
- Aglaia crassinervia
- Aglaia cremea
- Aglaia cucullata
- Aglaia cumingiana
- Aglaia cuspidata
- Aglaia densisquama
- Aglaia densitricha
- Aglaia edulis
- Aglaia elaeagnoidea
- Aglaia elliptica
- Aglaia erythrosperma
- Aglaia euryanthera
- Aglaia evansensis
- Aglaia everettii
- Aglaia eximia
- Aglaia exstipulata
- Aglaia flavescens
- Aglaia flavida
- Aglaia forbesii
- Aglaia foveolata
- Aglaia fragilis
- Aglaia glabrata
- Aglaia gracilis
- Aglaia grandis
- Aglaia heterotricha
- Aglaia hiernii
- Aglaia hoaensis
- Aglaia hoii
- Aglaia ijzermannii
- Aglaia integrifolia
- Aglaia koordersii
- Aglaia korthalsii
- Aglaia lancilimba
- Aglaia lawii
- Aglaia laxiflora
- Aglaia lepidopetala
- Aglaia lepiorrhachis
- Aglaia leptantha
- Aglaia leucoclada
- Aglaia leucophylla
- Aglaia luzoniensis
- Aglaia mackiana
- Aglaia macrocarpa
- Aglaia macrostigma
- Aglaia malabarica
- Aglaia malaccensis
- Aglaia mariannensis
- Aglaia membranifolia
- Aglaia meridionalis
- Aglaia monozyga
- Aglaia moulmeiniana
- Aglaia multinervis
- Aglaia odorata
- Aglaia odoratissima
- Aglaia oligophylla
- Aglaia pachyphylla
- Aglaia palembanica
- Aglaia pannelliana
- Aglaia parksii
- Aglaia parviflora
- Aglaia penningtoniana
- Aglaia perviridis
- Aglaia pleuropteris
- Aglaia polyneura
- Aglaia puberulanthera
- Aglaia pyriformis
- Aglaia ramotricha
- Aglaia rimosa
- Aglaia rivularis
- Aglaia rubiginosa
- Aglaia rubrivenia
- Aglaia rufibarbis
- Aglaia rufinervis
- Aglaia rugulosa
- Aglaia saltatorum
- Aglaia samoensis
- Aglaia sapindina
- Aglaia saxonii
- Aglaia scortechinii
- Aglaia sessilifolia
- Aglaia sexipetala
- Aglaia silvestris
- Aglaia simplicifolia
- Aglaia smithii
- Aglaia soepadmoi
- Aglaia speciosa
- Aglaia spectabilis
- Aglaia squamulosa
- Aglaia stellatopilosa
- Aglaia subcuprea
- Aglaia subminutiflora
- Aglaia subsessilis
- Aglaia taynguyenensis
- Aglaia tenuicaulis
- Aglaia teysmanniana
- Aglaia tomentosa
- Aglaia unifolia
- Aglaia variisquama
- Aglaia villamilii
- Aglaia vitiensis